# Kodansha Manga Prijs
De Kodansha-mangaprijs (講談社漫画賞, Kōdansha Manga Shō) is een jaarlijkse prijs voor mangareeksen die het jaar ervoor uitgebracht werden. De prijs wordt gesponsord door uitgeverij Kodansha. Vandaag kent de prijs drie categorieën: shonen, shojo en algemeen. De eerste prijs werd uitgereikt in 1977 en bestond toen enkel uit de categorieën shonen en shojo. De eerste algemene prijs werd in 1982 uitgedeeld. Een categorie voor kodomo volgde in 2003. Vanaf 2015 werd de kodomoprijs samengevoegd met de shonen- en shojoprijs.

## Winnaars
| Jaar | Kinderen                                                            | Shonen                                                                              | Shojo                                                                                       | Algemeen |
| ---- | ------------------------------------------------------------------- | ----------------------------------------------------------------------------------- | ------------------------------------------------------------------------------------------- | --- |
| 1977 | geen winnaar                                                        | Black Jack, Osamu Tezuka The Three-Eyed One, Osamu Tezuka (gelijkstand)             | Haikara-san ga Tōru, Waki Yamato Candy Candy, Kyoko Mizuki en Yumiko Igarashi (gelijkstand) | geen winnaar |
| 1978 | geen winnaar                                                        | Football Hawk, Noboru Kawasaki                                                      | Seito Shokun!, Yōko Shōji                                                                   | geen winnaar |
| 1979 | geen winnaar                                                        | Tonda Couple, Kimio Yanagisawa                                                      | The Star of Cottonland, Yumiko Oshima                                                       | geen winnaar |
| 1980 | geen winnaar                                                        | Susano Oh, Go Nagai                                                                 | Lemon Report, Mayumi Yoshida                                                                | geen winnaar |
| 1981 | geen winnaar                                                        | Sanshirō of 1, 2, Makoto Kobayashi                                                  | Ohayō! Spank, Shun'ichi Yukimuro en Shizue Takanashi                                        | geen winnaar |
| 1982 | geen winnaar                                                        | Gakuto Retsuden, Motoka Murakami                                                    | Yōkihi-den, Suzue Miuchi                                                                    | Karyūdo no Seiza, Machiko Satonaka                                                                               |
| 1983 | geen winnaar                                                        | The Kabocha Wine, Mitsuru Miura                                                     | Hi Izuru Tokoro no Tenshi, Ryoko Yamagishi                                                  | P.S. Genki Desu, Shunpei, Fumi Saimon                                                                            |
| 1984 | geen winnaar                                                        | Bats & Terry, Yasuichi Ōshima                                                       | Lady Love, Hiromu Ono                                                                       | Akira, Katsuhiro Otomo                                                                                           |
| 1985 | geen winnaar                                                        | Bari Bari Densetsu, Shuichi Shigeno                                                 | Mahiro Taiken, Naomi Nishi                                                                  | Okashina Futari, Jūzō Yamasaki en Kei Sadayasu                                                                   |
| 1986 | geen winnaar                                                        | Kotaro Makaritoru, Tatsuya Hiruta                                                   | Yūkan Club, Yukari Ichijō                                                                   | Message to Adolf, Osamu Tezuka What's Michael?, Makoto Kobayashi (gelijkstand)                                   |
| 1987 | geen winnaar                                                        | Ironfist Chinmi, Takeshi Maekawa                                                    | Nana Iro Majikku, Yū Asagiri                                                                | Actor, Kaiji Kawaguchi                                                                                           |
| 1988 | geen winnaar                                                        | Mister Ajikko, Daisuke Terasawa                                                     | Junjō Crazy Fruits, Akemi Matsunae                                                          | Bonobono, Mikio Igarashi Be-Bop High School, Kazuhiro Kiuchi                                                     |
| 1989 | geen winnaar                                                        | Meimon! Daisan Yakyūbu, Toshiyuki Mutsu                                             | Chibi Maruko-chan, Momoko Sakura Shiratori Reiko de Gozaimasu!, Yumiko Suzuki (gelijkstand) | Komikku Shōwa-Shi, Shigeru Mizuki                                                                                |
| 1990 | geen winnaar                                                        | Shura no Mon, Masatoshi Kawahara                                                    | Pride, Naka Marimura                                                                        | The Silent Service, Kaiji Kawaguchi Gorillaman, Harold Sakuishi (gelijkstand)                                    |
| 1991 | geen winnaar                                                        | Hajime no Ippo, George Morikawa                                                     | Eien no Nohara, Mieko Ōsaka                                                                 | Kachō Kōsaku Shima, Kenshi Hirokane Waru, Jun Fukami (gelijkstand)                                               |
| 1992 | geen winnaar                                                        | Kaze Hikaru: Koshien, Sanbachi Kawa en Tarō Nami                                    | Uchi no Mama ga iu Koto ni wa, Mariko Iwadate                                               | Naniwa Kin'yūdō, Yūji Aoki                                                                                       |
| 1993 | geen winnaar                                                        | 3×3 Eyes, Yuzo Takada                                                               | Sailor Moon, Naoko Takeuchi                                                                 | Parasyte, Hitoshi Iwaaki                                                                                         |
| 1994 | geen winnaar                                                        | Aoki Densetsu Shoot!, Tsukasa Ōshima                                                | Kimi no Te ga Sasayaite iru, Junko Karube                                                   | Tetsujin Ganma, Yasuhito Yamamoto                                                                                |
| 1995 | geen winnaar                                                        | The Kindaichi Case Files, Yōsaburō Kanari en Fumiya Sato                            | Sekai de Ichiban Yasashii Ongaku, Mari Ozawa                                                | Hanada Shōnen-shi, Makoto Isshiki                                                                                |
| 1996 | geen winnaar                                                        | Shōta no Sushi, Daisuke Terasawa                                                    | Tennen Kokekkō, Fusako Kuramochi                                                            | Ping-Pong Club, Minoru Furuya                                                                                    |
| 1997 | geen winnaar                                                        | Ryūrōden, Yoshito Yamahara                                                          | Eight Clouds Rising, Natsumi Itsuki                                                         | Dragon Head, Minetaro Mochizuki                                                                                  |
| 1998 | geen winnaar                                                        | Great Teacher Onizuka, Toru Fujisawa                                                | Kodocha, Miho Obana                                                                         | Tobaku Mokushiroku Kaiji, Nobuyuki Fukumoto Sōten Kōro, King Gonta                                               |
| 1999 | geen winnaar                                                        | Chameleon, Atsushi Kase                                                             | Peach Girl, Miwa Ueda                                                                       | Wangan Midnight, Michiharu Kusunoki                                                                              |
| 2000 | geen winnaar                                                        | Legendary Gambler Tetsuya, Fūmei Sai en Yasushi Hoshino                             | Guru Guru Pon-chan, Satomi Ikezawa                                                          | Vagabond, Takehiko Inoue                                                                                         |
| 2001 | geen winnaar                                                        | Love Hina, Ken Akamatsu                                                             | Fruits Basket, Natsuki Takaya                                                               | 20th Century Boys, Naoki Urasawa                                                                                 |
| 2002 | geen winnaar                                                        | Cromartie High School, Eiji Nonaka Beck, Harold Sakuishi (gelijkstand)              | Antique Bakery, Fumi Yoshinaga                                                              | Zipang, Kaiji Kawaguchi                                                                                          |
| 2003 | Mirmo!, Hiromu Shinozuka                                            | Kunimitsu no Matsuri, Yūma Andō en Masashi Asaki                                    | Honey and Clover, Chika Umino Tramps Like Us, Yayoi Ogawa (gelijkstand)                     | Tensai Yanagisawa Kyōju no Seikatsu, Kazumi Yamashita                                                            |
| 2004 | Ultra Ninja Scrolls, Kazuhiko Midō                                  | Shana Ō Yoshitsune, Hirofumi Sawada                                                 | Nodame Cantabile, Tomoko Ninomiya                                                           | Basilisk: The Kouga Ninja Scrolls, Masaki Segawa                                                                 |
| 2005 | Sugar Sugar Rune, Moyoco Anno                                       | Capeta, Masahito Soda                                                               | Oi Pītan!!, Risa Itō A Perfect Day for Love Letters, George Asakura (gelijkstand)           | Dragon Zakura, Mita Norifusa                                                                                     |
| 2006 | Kitchen Princess, Miyuki Kobayashi en Natsumi Andō                  | Air Gear, Oh! great                                                                 | Life, Keiko Suenobu                                                                         | Mushishi, Yuki Urushibara                                                                                        |
| 2007 | Tenshi no Frypan, Etsushi Ogawa                                     | Sayonara Zetsubo Sensei, Koji Kumeta Dear Boys: Act 2, Hiroki Yagami (gelijkstand)  | I.S., Chiyo Rokuhana                                                                        | Ōkiku Furikabutte, Asa Higuchi                                                                                   |
| 2008 | Shugo Chara!, Peach-Pit                                             | Saikyō! Toritsu Aoizaka Kōkō Yakyūbu, Motoyuki Tanaka                               | Kimi ni Todoke, Karuho Shiina                                                               | Moyashimon, Masayuki Ishikawa                                                                                    |
| 2009 | Meitantei Yumemizu Kiyoshirō Jiken Note, Kaoru Hayamine en Kei Enue | Q.E.D., Motohiro Katou Fairy Tail, Hiro Mashima (gelijkstand)                       | Kiyoku Yawaku, Ryo Ikuemi                                                                   | Ah! My Goddess!, Kosuke Fujishima                                                                                |
| 2010 | Inazuma Eleven, Ten'ya Yabuno                                       | Ace of Diamond, Yūji Terajima                                                       | Kuragehime, Akiko Higashimura                                                               | Giant Killing, Masaya Tsunamoto                                                                                  |
| 2011 | Honto Ni Atta! Reibai Sensei, Hidekichi Matsumoto                   | Attack on Titan, Hajime Isayama                                                     | Chihayafuru, Yuki Suetsugu                                                                  | March Comes in Like a Lion, Chika Umino Uchū Kyōdai, Chūya Koyama (gelijkstand)                                  |
| 2012 | Watashi ni xx Shinasai!, Ema Toyama                                 | Mashiro no Oto, Marimo Ragawa                                                       | Shitsuren Chocolatier, Setona Mizushiro                                                     | Vinland Saga, Makoto Yukimura                                                                                    |
| 2013 | Animal Land, Makoto Raiku                                           | Shigatsu wa Kimi no Uso, Naoshi Arakawa                                             | Ore Monogatari!!, Kazune Kawahara en Aruko                                                  | Gurazeni, Yūji Moritaka en Keiji Adachi Prison School, Akira Hiramoto (gelijkstand)                              |
| 2014 | Yo-Kai Watch, Noriyuki Konishi                                      | Baby Steps, Hikaru Katsuki                                                          | Taiyō no Ie, Ta'amo                                                                         | Showa Genroku Rakugo Shinju, Haruko Kumota                                                                       |
| 2015 | geen winnaar                                                        | The Seven Deadly Sins, Nakaba Suzuki Yowamushi Pedal, Wataru Watanabe (gelijkstand) | Nigeru wa Haji da ga Yaku ni Tatsu, Tsunami Umino                                           | Knights of Sidonia, Tsutomu Nihei                                                                                |
| 2016 | geen winnaar                                                        | Days, Tsuyoshi Yasuda                                                               | Kiss Him, Not Me, Junko                                                                     | Kōnodori, Yū Suzunoki                                                                                            |
| 2017 | geen winnaar                                                        | Altair: A Record of Battles, Kotono Katō                                            | P and JK, Maki Miyoshi                                                                      | The Fable, Katsuhisa Minami                                                                                      |
| 2018 | geen winnaar                                                        | BEASTARS, Paru Itagaki                                                              | Tōmei na Yurikago, Bakka Okita                                                              | Sanju Mariko, Yuki Ozawa Fragile - Byōrii Kishi Keiichirō no Shoken, Saburō Megumi en Bin Kusamizu (gelijkstand) |